# Elastisk stød
Et elastisk stød er et stød imellem to partikler, hvor den samlede kinetiske energi, energien i bevægelsen, bevares og altså ikke omdannes til deformering af partiklerne, fx varme, eller afgives til omgivelserne, fx lyd. Dette er udover impulsbevarelsen, som gælder for alle typer stød. Det modsatte af et elastisk stød er et fuldstændigt inelastisk stød.

## Kriterier
For partiklerne 1 og 2 med impulserne {\displaystyle {\vec {p}}} gælder altså
{\displaystyle {\vec {p}}_{i1}+{\vec {p}}_{i2}={\vec {p}}_{f1}+{\vec {p}}_{f2}}
hvor summen af de to impulser før er sat lig med summen efter. Tilsvarende gælder for den kinetiske energi {\displaystyle K}:
{\displaystyle K_{i1}+K_{i2}=K_{f1}+K_{f2}}
Med disse to ligheder kan begge partiklers hastigheder efter det elastiske stød beregnes.

## Klassisk mekanik
I den klassiske mekanik er impuls givet ved masse {\displaystyle m} gange hastighed {\displaystyle {\vec {v}}}
{\displaystyle {\vec {p}}=m{\vec {v}}}
Mens kinetisk energi er givet ved impulsen i anden divideret med den dobbelte masse
{\displaystyle K={\frac {{\vec {p}}^{2}}{2m}}}

### 1D
I én dimension - et frontalt sammenstød - bliver de to ligninger altså:
{\displaystyle {\begin{aligned}p_{i1}+p_{i2}&=p_{f1}+p_{f2}\\{\frac {p_{i1}^{2}}{m_{1}}}+{\frac {p_{i2}^{2}}{m_{2}}}&={\frac {p_{f1}^{2}}{m_{1}}}+{\frac {p_{f2}^{2}}{m_{2}}}\end{aligned}}}
hvor den halve faktor for den kinetiske energi er ganget væk. Det sværeste er her, at impulserne er kvadreret i den ene ligning, men ikke i den anden. For at løse ligningssystemet omarrangeres begge ligninger, så impulserne for partikel 1 er på venstre side, mens impulserne for partikel 2 er på højre side:
{\displaystyle {\begin{aligned}p_{i1}-p_{f1}&=p_{f2}-p_{i2}\\{\frac {1}{m_{1}}}(p_{i1}^{2}-p_{f1}^{2})&={\frac {1}{m_{2}}}(p_{f2}^{2}-p_{i2}^{2})\end{aligned}}}
Den anden ligningen divideres nu med den første ligning:
{\displaystyle {\frac {1}{m_{1}}}{\frac {p_{i1}^{2}-p_{f1}^{2}}{p_{i1}-p_{f1}}}={\frac {1}{m_{2}}}{\frac {p_{f2}^{2}-p_{i2}^{2}}{p_{f2}-p_{i2}}}}
Jf. kvadratsætningen
{\displaystyle (a+b)(a-b)=a^{2}-b^{2}}
giver brøkerne:
{\displaystyle {\frac {1}{m_{1}}}(p_{i1}+p_{f1})={\frac {1}{m_{2}}}(p_{f2}+p_{i2})}
Impulserne er nu ikke længere kvadrerede, og ligningssystemet er dermed blevet lettere at løse. Ligning 1 kan divideres med {\displaystyle m_{2}} og ganges med -1, hvilket giver
{\displaystyle {\frac {1}{m_{2}}}(-p_{i1}+p_{f1})={\frac {1}{m_{2}}}(-p_{f2}+p_{i2})}
De to ligninger lægges nu sammen, så {\displaystyle p_{f2}} elimineres, og {\displaystyle p_{f1}} kan isoleres:
{\displaystyle {\begin{aligned}{\frac {1}{m_{1}}}p_{i1}+{\frac {1}{m_{1}}}p_{f1}-{\frac {1}{m_{2}}}p_{i1}+{\frac {1}{m_{2}}}p_{f1}&={\frac {1}{m_{2}}}p_{f2}+{\frac {1}{m_{2}}}p_{i2}-{\frac {1}{m_{2}}}p_{f2}+{\frac {1}{m_{2}}}p_{i2}\\\left({\frac {1}{m_{1}}}-{\frac {1}{m_{2}}}\right)p_{i1}+\left({\frac {1}{m_{1}}}+{\frac {1}{m_{2}}}\right)p_{f1}&={\frac {2}{m_{2}}}p_{i2}\\p_{f1}&={\frac {-\left({\frac {1}{m_{1}}}-{\frac {1}{m_{2}}}\right)p_{i1}+{\frac {2}{m_{2}}}p_{i2}}{{\frac {1}{m_{1}}}+{\frac {1}{m_{2}}}}}\\p_{f1}&={\frac {m_{1}-m_{2}}{m_{1}+m_{2}}}p_{i1}+{\frac {2m_{1}}{m_{1}+m_{2}}}p_{i2}\end{aligned}}}
Dermed er et udtryk for den endelige impuls for partikel 1 fundet. Hvis hastigheden ønskes, skal der blot divideres med {\displaystyle m_{1}} på begge sider:
{\displaystyle v_{f1}={\frac {m_{1}-m_{2}}{m_{1}+m_{2}}}v_{i1}+{\frac {2m_{2}}{m_{1}+m_{2}}}v_{i2}}
For partikel 2 gælder helt tilsvarende:
{\displaystyle v_{f2}={\frac {2m_{1}}{m_{1}+m_{2}}}v_{i1}+{\frac {m_{2}-m_{1}}{m_{1}+m_{2}}}v_{i2}}
Det ses, at forholdet mellem partiklernes masser er afgørende for de endelige hastigheder. For det trivielle tilfælde hvor partikel 2 har massen nul, bliver hastigheden på partikel 2 blot:
{\displaystyle v_{f1}={\frac {m_{1}}{m_{1}}}v_{i1}+{\frac {0}{m_{1}}}v_{i2}=v_{i1}}
Hastigheden er altså uændret, hvilket giver mening, da det svarer til, at partikel 1 ikke er stødt ind i nogen partikel.
For et andet specialtilfælde hvor masserne er ens, reducerer udtrykket til:
{\displaystyle v_{f1}={\frac {0}{2m}}v_{i1}+{\frac {2m}{2m}}v_{i2}=v_{i2}}
For ens masser udveksler partiklerne altså hastighed. 